# Phycothais reticulata
Phycothais reticulata là một loài ốc biển, là động vật thân mềm chân bụng sống ở biển thuộc họ Muricidae, họ ốc gai.

## Phân bố
Loài này phân bố ở Biển Đỏ, quanh Úc và dọc theo Tasmania.